# Neotheronia apicina
Neotheronia apicina là một loài tò vò trong họ Ichneumonidae.